# Vételjellemzés
A vételjellemzés vagy vételi értékelés egy rádióadás minőségének számszerű leírása.
Amikor két rádióállomás összeköttetést létesít egymással, akkor mindkét állomás vételjellemzést ad egymás adásáról. Az üzemmódtól, a modulációtól, és a rádiós alkalmazástól függően többféle vételjellezési mód létezik. Ezáltal kaphatunk képet arról, hogy az ellenállomás milyen minőségben tudja venni az adásunkat.
A vételjellemzést nevezik még riport-nak, vagy report-nak is.

## Vételi minőség meghatározására használt kódrendszerek
- RST
- SINPO
- SINPFEMO
- MOS

## Vételi beszámoló[3]
A vételi beszámoló a rádióamatőr forgalomban a két (vagy több) fél esetén az összeköttetés során vételjellemzés alkalmával megtörténik, valamint QSL lap küldése esetén a vételjellemzés a QSL lapon is szerepel.
Vételi beszámolót küldhet egy adóberendezést nem üzemeltető megfigyelő állomás, vagy egy egyszerű hallgató is. Vételi beszámolót lehet küldeni egy műsorszóró állomás üzemeltetője részére is. Egy vételi beszámolónak minden esetben tartalmaznia kell:
- A vétel pontos helyét. Itt szerepelhet QTH-lokátor, GPS koordináta, vagy akár lakcím is.
- A vétel pontos dátumát és időpontját. Ezt UTC szerint kell megadni.
- Az eszközt, amivel a vétel történt. A vevőkészülék és az antenna tipusa.
- A vételi frekvenciát
- A vételjellemzési kódot. pl.  RST 599 || SINPO 55555 || SINPFEMO 55555555 || MOS 5(5)
- Rövid szóbeli leírást